# Caso instrutivo
O instrutivo é o caso gramatical que indica o termo denominado adjunto adverbial de instrumento.

## Características
No finlandês, ocorre sob a forma de declinação.
Na língua portuguesa, como na maioria dos idiomas ocidentais, isto é feito através de um adjunto adverbial, denominado de instrumento, como nas frases a seguir:
- Eu abri uma lata de leite condensado com um abridor de latas.
- Com um martelo é que eles quebram pedras!